# Цутиура (княжество)
Княжество Цутиура (яп. 土浦藩 Цутиура-хан) — феодальное княжество (хан) в Японии периода Эдо (1600—1871). Цутиура-хан располагался в провинции Хитати (современная префектура Ибараки) на острове Хонсю.

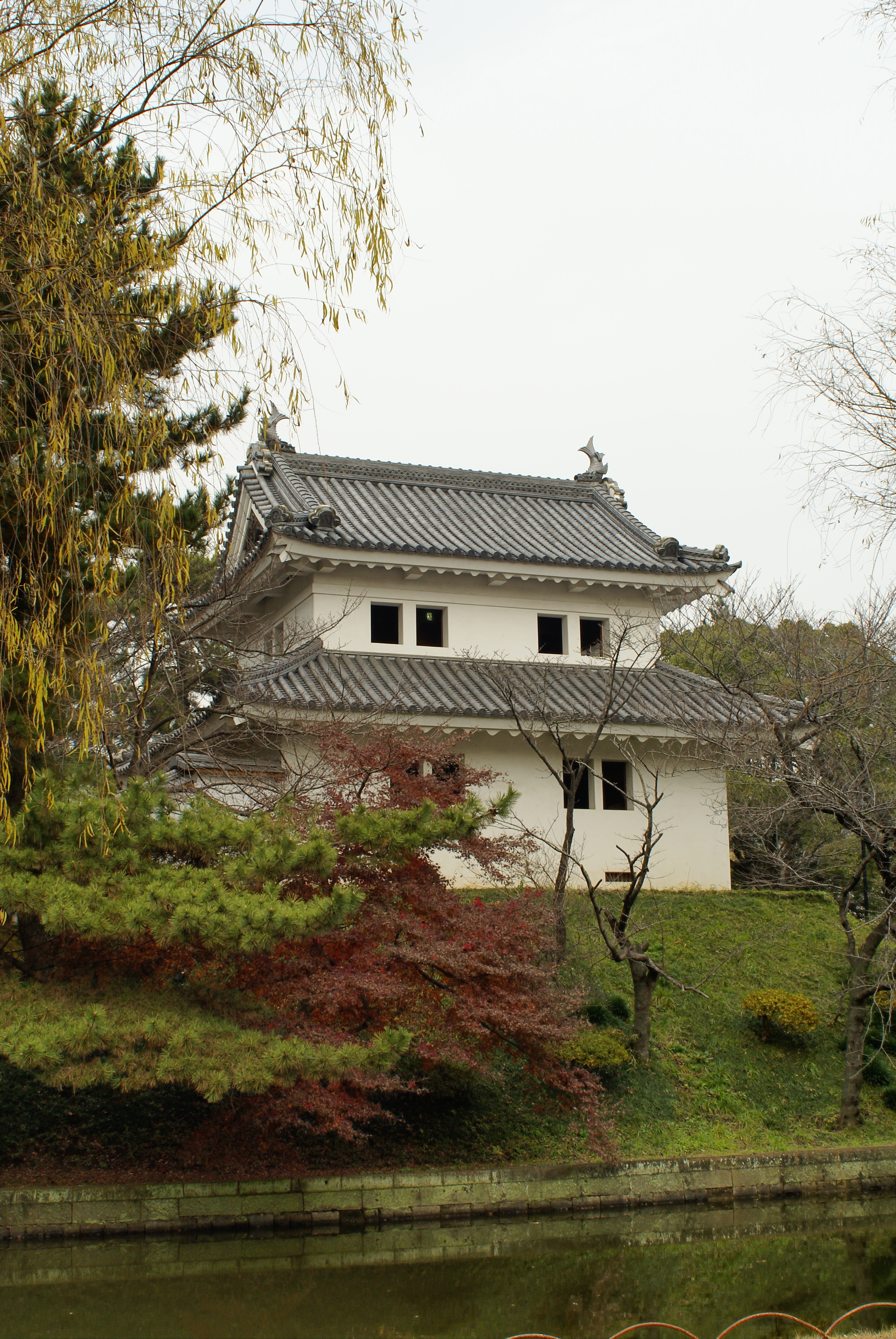
Башня (яруга) Хигаси в замке Цутиура, административном центре княжества Цутиура

Административный центр хана: Замок Цутиура в провинции Хитати (современный город Цутиура в префектуре Ибараки).
Доход хана:
- 1600—1617 годы — 35 000 коку
- 1618—1649 годы — 20 000 коку
- 1649—1669 годы — 30 000 коку
- 1669—1682 годы — 45 000 коку
- 1682—1687 годы — 53 000 коку
- 1687—1871 годы — 65 000 коку->95 000 коку

## История

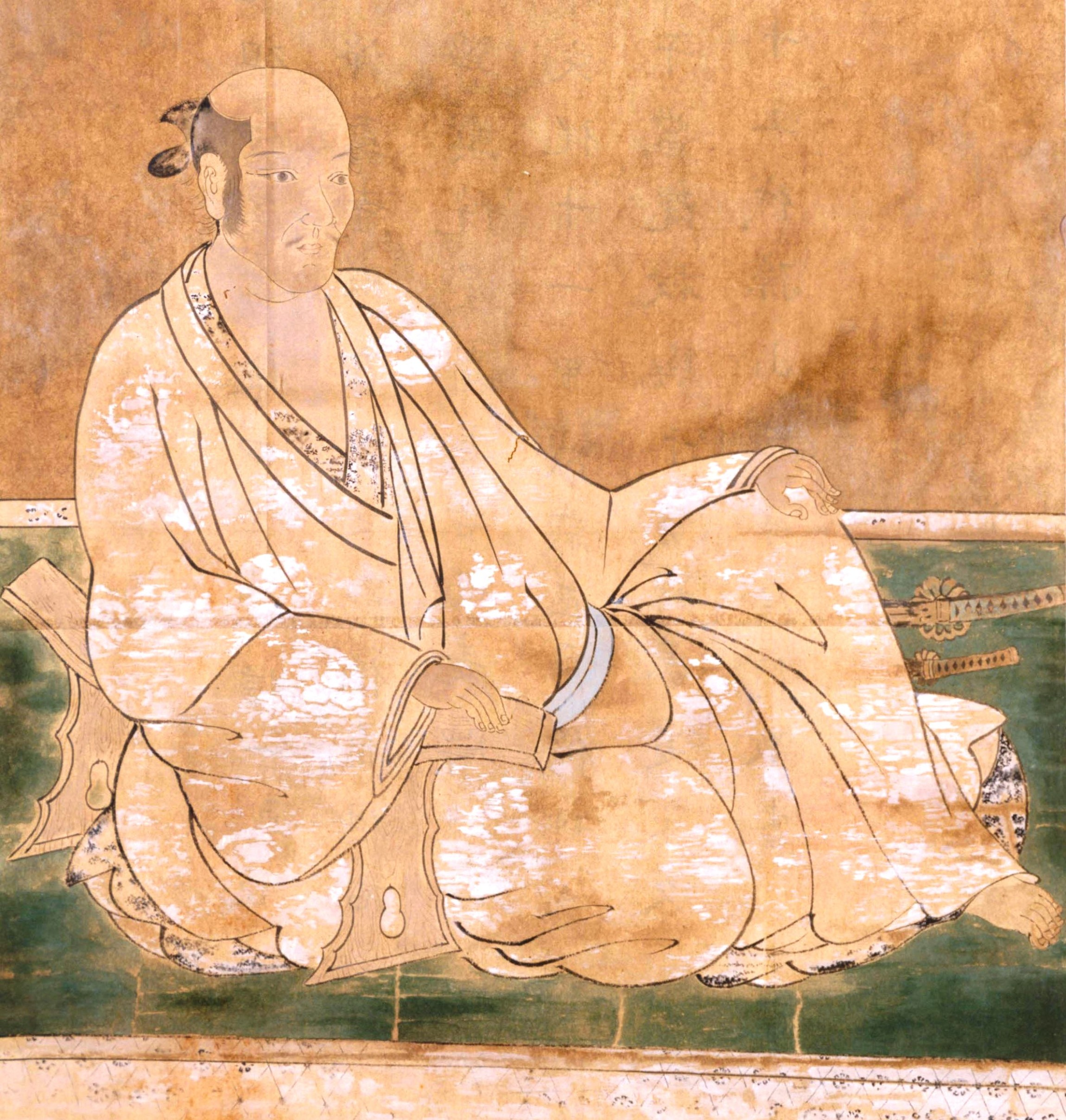
Мацудайра Нобукадзу, 1-й даймё Цутиура-хана

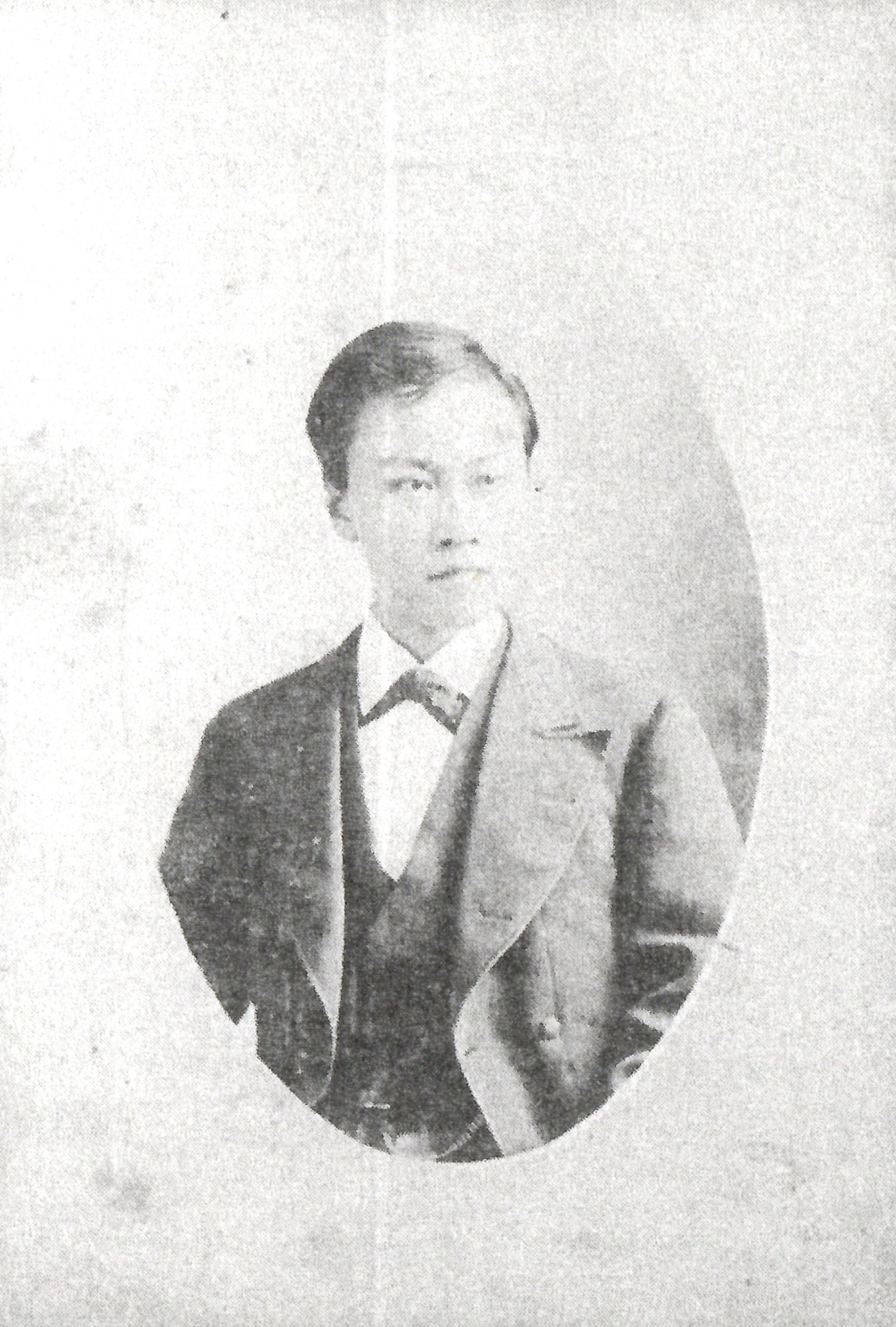
Цутия Сигенао, 10-й даймё Цутиура-хана

В течение периода Сэнгоку область вокруг Цутиура находилась под контролем клана Ода, который был позднее уничтожен кланом Юки. После битвы при Сэкигахаре в 1600 году и создания сёгуната Токугава, род Юки был переведён в Фукуи-хан в провинции Этидзэн. Часть их освобождённых владений была передана Мацудайра Нобукадзу (1539—1624) в качестве награды за его действия во время кампании при Сэкигахаре. В 1604 году ему наследовал его приёмный сын и наследник, Мацудайра Нобуёси (1580—1620), 2-й даймё Цутиура-хана (1604—1617), который заложил основу городского замка и построил несколько ворот на дороге Мито Кайдо, соединяющей Эдо с городом Мито.
В 1618 году Мацудайра Нобуёси был переведён в Такасаки-хан в провинции Кодзукэ. Его заменил в Цутиуре Нисио Таданага (1584—1620), даймё Сирои-хана (1616—1618). Таданга получил в награду Цутиура-хан за свои заслуги во время осады Осаки. Ему наследовал его сын, Нисио Тадатеру (1613—1654), 2-й даймё Цутиура-хана (1620—1649). В 1649 году он был переведён в Танака-хан в провинции Суруга.
В 1649 году даймё Цутиура-хана был назначен Куцуки Танецуна (1605—1660), ранее правивший в Канума-хане (1647—1649). В 1660 году ему наследовал его сын, Куцуки Танемаса (1643—1714), который в 1669 году был переведён в Фукутияма-хан в провинции Тамба.
В 1669 году новым даймё Цутиуры был назначен Цутия Кадзунао (1608—1679), который занимал должность вакадосиёри в правление сёгуна Токугава Иэмицу. Позднее он получил должность родзю. Ему наследовал его сын, Цутия Масанао (1641—1722), 2-й даймё Цутиура-хана (1679—1682). В 1682 году он был переведён в Танака-хан в провинции Суруга (1682—1687). Также он занимал должности дзёдая Осаки (1684—1685) и сёсидая Киото (1685—1687).
В 1682 году правителем домена Цутиура стал Мацудайра Нобуоки (1630—1691), пятый сын Мацудайры Нобуцуны, даймё Кавагоэ-хана. Он занимал должности дзёдая Осаки в 1687—1690 и сёсидая Киото в 1690—1691 годах.
В 1687 году в Цутиура-хан был возвращён Цутия Масанао (1641—1722), правивший в Танака-хане в 1682—1687 годах. Он занимал должность родзю в правление четырёх сёгунов, его доход (кокудара) был увеличен до 95 000 коку. Род Цутия управляли княжеством Цутиура в течение следующих десяти поколений вплоть до Реставрации Мэйдзи. Цутия Сигенао (1852—1892), последний даймё Цутиура-хана (1868—1871), был принят в клан Мито Токугава и стал младшим братом последнего сёгуна Токугава Ёсинобу.

## Список даймё
| #                                     | Имя и годы жизни                               | Правление | Титул                                 | Ранг                        | Кокудара            |
| ------------------------------------- | ---------------------------------------------- | --------- | ------------------------------------- | --------------------------- | ------------------- |
| Род Фукуи-Мацудайра (фудай) 1600—1617 |                                                |           |                                       |                             |                     |
| 1                                     | Мацудайра Нобукадзу (1539-1624) (яп. 松平信一) | 1600-1604 | Идзу-но-ками (伊豆守)                 | Четвёртый нижний (従四位下) | 35,000 коку риса    |
| 2                                     | Мацудайра Нобуёси (1580-1620) (яп. 松平信吉)   | 1604-1617 | Идзу-но-ками (伊豆守)                 | Пятый нижний (従五位下)     | 35,000 коку         |
| Род Нисио (фудай) 1618—1609           |                                                |           |                                       |                             |                     |
| 1                                     | Нисио Таданага (1584-1620) (яп. 西尾忠永)      | 1618-1620 | Танго-но-ками (丹後守)                | Пятый нижний (従五位下)     | 20,000 коку         |
| 2                                     | Нисио Тадатеру (1613-1654) (яп. 西尾忠照)      | 1620-1649 | Танго-но-ками (丹後守)                | Пятый нижний (従五位下)     | 20,000 коку         |
| Род Куцуки (фудай) 1649—1669          |                                                |           |                                       |                             |                     |
| 1                                     | Куцуки Танецуна (1605-1660) (яп. 朽木稙綱)     | 1649-1660 | Минбу-но-со (民部少輔)                | Пятый нижний (従五位下)     | 30,000 коку риса    |
| 2                                     | Куцуки Танемаса (1643-1714) (яп. 朽木稙昌)     | 1661-1669 | Иё-но-ками (伊予守)                   | Пятый нижний (従五位下)     | 30,000 коку         |
| Род Цутия (фудай) 1669—1682           |                                                |           |                                       |                             |                     |
| 1                                     | Цутия Кадзунао (1608-1679) (яп. 土屋数直)      | 1669-1679 | Тадзима-но-ками (但馬守); Jiju (侍従) | Четвёртый нижний (従四位下) | 45,000 коку         |
| 2                                     | Цутия Масанао (1641-1722) (яп. 土屋政直)       | 1679-1682 | Сагами-но-ками (相模守); Jiju (侍従)  | Четвёртый нижний (従四位下) | 45,000 коку         |
| Род Окоти-Мацудайра (фудай) 1682—1687 |                                                |           |                                       |                             |                     |
| 1                                     | Мацудайра Нобуоки (1630-1691) (яп. 松平信興)   | 1682-1687 | Мимасака-но-ками (美濃守)             | Пятый нижний (従五位下)     | 53,000 коку риса    |
| Род Цутия (фудай) 1687—1871           |                                                |           |                                       |                             |                     |
| 1                                     | Цутия Масанао (1641-1722) (яп. 土屋政直)       | 1687-1719 | Сагами-но-ками (相模守); Jiju (侍従)  | Четвёртый нижний (従四位下) | 65,000->95,000 коку |
| 2                                     | Цутия Нобунао (1696-1734) (яп. 土屋陳直)       | 1719-1734 | Тадзима-но-ками (但馬守)              | Пятый нижний (従五位下)     | 95,000 коку         |
| 3                                     | Цутия Ацунао (1732-1776) (яп. 土屋篤直)        | 1734-1776 | Ното-но-ками (能登守)                 | Пятый нижний (従五位下)     | 95,000 коку риса    |
| 4                                     | Цутия Хисанао (1761-1777) (яп. 土屋寿直)       | 1776-1777 | Сагами-но-ками (相模守)               | Пятый нижний (従五位下)     | 95,000 коку         |
| 5                                     | Цутия Ясунао (1768-1790) (яп. 土屋泰直)        | 1777-1790 | Ното-но-ками (能登守)                 | Пятый нижний (従五位下)     | 95,000 коку         |
| 6                                     | Цутия Хиденао (1769-1803) (яп. 土屋英直 )      | 1790-1803 | Тадзима-но-ками (但馬守)              | Пятый нижний (従五位下)     | 95,000 коку         |
| 7                                     | Цутия Хиронао (1795-1810) (яп. 土屋寛直)       | 1803-1811 | нет                                   | нет                         | 95,000 коку         |
| 8                                     | Цутия Ёсинао (1798-1847) (яп. 土屋彦直)        | 1811-1838 | Сагами-но-ками (相模守)               | Пятый высший (従五位上)     | 95,000 коку риса    |
| 9                                     | Цутия Томонао (1820-1895) (яп. 土屋寅直)       | 1838-1868 | Вакаса-но-ками (采女正)               | Четвёртый нижний (従四位下) | 95,000 коку         |
| 10                                    | Цутия Сигенао (1852-1892) (яп. 土屋挙直)       | 1868-1871 | Сагами-но-ками (相模守)               | Пятый нижний (従五位下)     | 95,000 коку риса    |